# Hugo III., burgundski vojvoda
Hugo III. (1142. – 25. kolovoza 1192.) bio je burgundski vojvoda od 1162. do svoje smrti. Hugo je poznat po sudjelovanju u Trećem križarskom ratu, a umro je u Akri.
Roditelji vojvode Huga bili su Odo II., burgundski vojvoda i njegova supruga Marija, kći Teobalda II., grofa Šampanje.

## Brakovi
Godine 1165., Hugo se oženio Alisom, kćerju Matije I. Lorenskog. Međutim, Hugo je napustio Alisu 1183. godine. Alisina i Hugova djeca:
- Odo III., burgundski vojvoda
- Aleksandar – lord Montaigua
- Douce
- Alisa (1177. – 1266.), supruga Bérauda VII., lorda Mercœura i Roberta VI., dofena Auvergnea

Druga supruga vojvode Huga bila je Beatricija Albonska, kojom se oženio 1183. godine te je par dobio djecu, a ovo je popis:
- Guigues VI., dofen Viennoisa
- Matilda
- Margareta Burgundska, savojska grofica[1]